# Астилос
Астилос (грч. αστυλος, без стубова, од α, не, и στυλος, стуб), у античкој архитектури и свим каснијим стиловима који се на њој заснивају, грађевина (најчешће храм) чија фасада није украшена стубовима или пиластрима. Овај тип храма је по форми сличан храму са антама, с том разликом да код њега између анти нема стубова. То је најстарији тип храма и среће се већ у микенској култури.